# Vanheerdea primosii
Vanheerdea primosii är en isörtsväxtart som först beskrevs av L. Bol., och fick sitt nu gällande namn av L. Bol. och H.E.K. Hartmann. Vanheerdea primosii ingår i släktet Vanheerdea och familjen isörtsväxter. Inga underarter finns listade i Catalogue of Life.